# طنية
الطنية أو الخُنَيَّة (الاسم العلمي: Tonnidae) هي فصيلة من الرخويات تتبع رتبة الصدفيات الماصة من طائفة بطنيات الأرجل.

## أسر
- أسرة الطناوات
  - الطنة
  - الماليا
  - الدليوم الحقيقي
- أسرة الطناوات الزائفة

## أجناس
- الطنة